# Utah Valley University
La Utah Valley University è un'università statunitense pubblica con sede a Orem, nello Utah.

## Storia
L'università fu fondata nel 1941 come Central Utah Vocational School; nel corso della propria storia l'ateneo ha cambiato nome diverse volte (Utah Trade Technical Institute, Utah Technical College at Provo, Utah Valley Community College, Utah Valley State College) fino ad assumere l'attuale denominazione nel 2007.

## Sport
I Wolverines, che fanno parte della NCAA Division I, sono affiliati alla Western Athletic Conference. La pallacanestro e il baseball sono gli sport principali, le partite interne vengono giocate al Brent Brown Ballpark e indoor all'UCCU Center.

### Pallacanestro
Utah Valley non è uno dei college più rappresentativi nella pallacanestro, infatti nonostante abbia trionfato per ben tre volte nella regular season della propria conference non è mai riuscita ad accedere alla March Madness.

Gli unici Wolverines che hanno giocato in NBA sono Travis Hansen e Ronnie Price.